# Symphlebia costaricensis
Symphlebia costaricensis är en fjärilsart som beskrevs av Rothschild 1909. Symphlebia costaricensis ingår i släktet Symphlebia och familjen björnspinnare. Inga underarter finns listade i Catalogue of Life.